# العذبة (رواية)

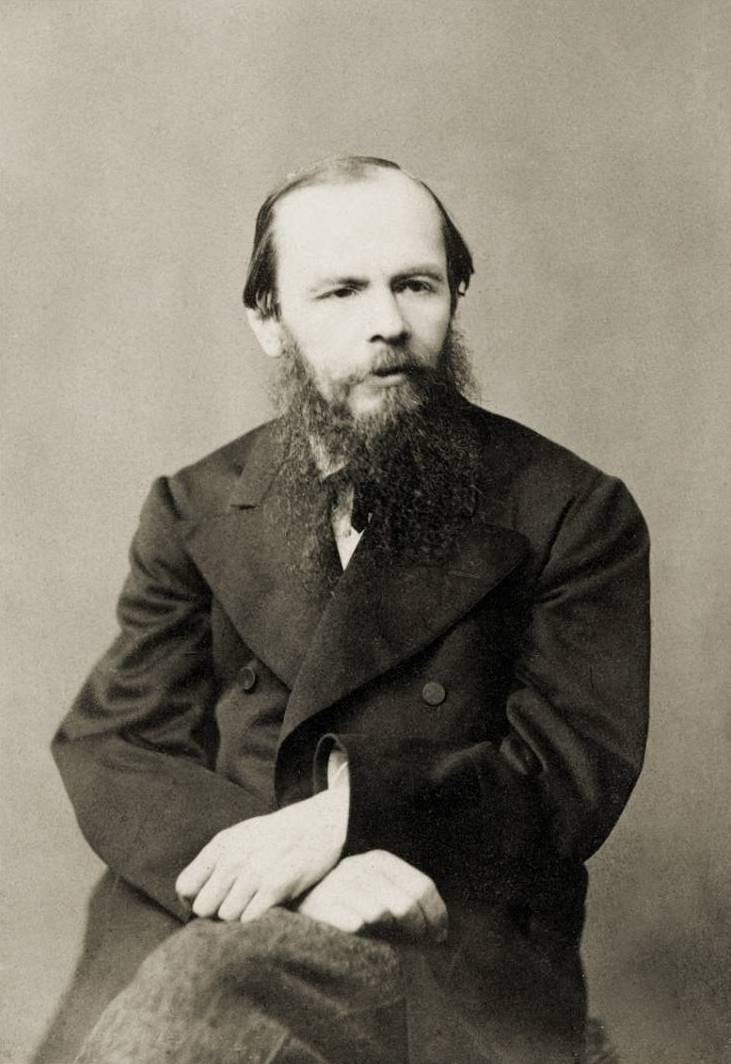
دوستويفسكي في عام 1876.

العذبة ترجمة لسامي الدروبي أو الوديعة ترجمة لغائب طعمة فرمان (الروسية: Кроткая) هي قصة قصيرة كتبها الروائي الروسي فيودور دوستويفيسكي وتسرد علاقة بين رجل صاحب مكتب رهنيات وفتاة تتردد عليه في مكتبه لرهن بعض أغراضها. القصة مستوحاة من تقرير صحفي قرأه دوستويفسكي في أبريل 1876 حول انتحار خياطة.

## القصة
تبدأ القصة بذكر حالة الراوي المروعة بسبب يظهر أنه مأساة قد حلت للتو بأسرته. يبدو أن زوجته قد ماتت، لأنه يشير بشكل متكرر إلى وضعها المستلقي على طاولة ، وهي على الأرجح جثة هامدة. يشرع الراوي في محاولة ربط القارئ بالقصة التي يمكن من خلالها أن يستوعب سبب الموقف الذي وجد عليه الراوي في بداية هذه القصة.
الراوي هو صاحب محل رهنيات ، وكان أحد زبائنه الدائمين فتاة صغيرة في السادسة عشرة من عمرها تقوم دائمًا برهن الأشياء لديه لكسب المال والإعلان في الصحف عن نفسها كمربية بحثا عن عمل. استطاع الراوي أن يرى أنها كانت في وضع مالي عصيب، وغالبًا ما كان يعطيها مقابل الأشياء المرهونة التي تقدمها إليه مبالغ أكثر مما كانت تستحقه بشكل معقول. يتطور اهتمام الراوي بالفتاة ببطء.
يتحقق الراوي من خلفية الفتاة ، ويجد أنها تحت رحمة عمتين جشعتين. كانت العمتين ترتبان زواجها من صاحب متجر سمين قام في السابق بضرب زوجتيه السابقتين حتى الموت. بمجرد أن اقترح صاحب المتجر الزواج على الفتاة ، كان الراوي قد قدم عرضه لها أيضا. تقرر الفتاة ، بعد بعض المداولات ، الزواج من الراوي.
بدأ زواج الراوي بالفتاة بشكل جيد ، لكن طريقة حياته المتحفظة والانطوائية والبخيلة، كانت تثقل كاهل زوجته الشابة. قلة التواصل بينهما والخلافات حول كيفية إدارة محل الرهنيات أدت في النهاية إلى ظهور جدالات بينهما، على الرغم من أن الراوي يصر على أنهما لم يتشاجرا أبدًا.
تبدأ زوجة الراوي في التعود على المغادرة خلال النهار ، يكتشف الراوي بعد مدة، أنها تزور إيفيموفيتش، وهو عضو في فوج الراوي السابق في الجيش.
في النهاية، تواجه الفتاة زوجها الراوي بأنها قد علمت تفاصيل تسريحه المخزية عن فوجه في الجيش من إيفيموفيتش. الراوي لم يكن منزعجا، على الأقل من مظهره وتعابيره الخارجية. وتواصل زوجته زياراتها إلى إيفيموفيتش.
ذات مرة ، يتبع الراوي زوجته إلى إيفيموفيتش، حاملاً مسدسًا. يستمع إلى مبارزة كلامية بين زوجته وإيفيموفيتش، وبعدها يقتحم المكان ويسترد زوجته.
يعود الراوي وزوجته إلى المنزل. يقضون تلك الليلة بشكل منفصل. في الصباح ، يفتح الراوي عينيه ليرى أن زوجته تقف فوقه بمسدس موجه نحو صدغه. ببساطة يغلق الراوي عينيه مرة أخرى، وهو مقتنع بأنه قد غلبها بإظهاره لها استعداده لقبول الموت منها. هي لا تطلق النار. يشتري لها الراوي سريرًا منفصلاً في ذلك اليوم. في نفس اليوم ، مرضت بالحمى.
الراوي لا يدخر أي نفقات للرعاية الطبية لزوجته، وهي تتعافى ببطء. طوال فصل الشتاء بأكمله، يراقب الراوي زوجته في الخفاء، وتحدث لحظة فاصلة عندما تبدأ في الغناء في حضوره. يقبل الراوي قدمي زوجته ويعدها بأن يكون رجلاً جديدا متغيرًا. يروي قصة عاره في الفوج لزوجته ، ووعد بأخذها إلى بولوني سور مير.
بعد عدة أيام ، يغادر الراوي المنزل لاستكمال الترتيبات اللازمة للحصول على جوازات السفر.
عندما يعود الراوي إلى منزله ، يقابل حشدًا من الناس خارج منزله. انتحرت زوجته، قفزت من النافذة وهي تحمل أيقونة. الراوي مقتنع بأنه تأخر خمس دقائق فقط ، على الرغم من أن حبه النرجسي هو الذي دفع زوجته اللطيفة إلى الانتحار.

## وصلات خارجية
- أفضل مقتطفات من «رواية العذبة» لدوستويفسكي